# Шимон Голлоші
Шимон Голло́ші (угор. Hollósy Simon; 2 лютого 1857, Мараморош, нині Сігет (Сіґету-Мармацієй), Румунія — 8 травня 1918, Тячів, Закарпатська обл., Україна) — видатний угорський живописець, графік, та педагог, яскравий представник угорського реалізму та натуралізму.
Народився у вірменській родині. В деяких джерелах йдеться про зміну прізвища батьком Шимона з Корбулу на Голлоші.

## Біографія

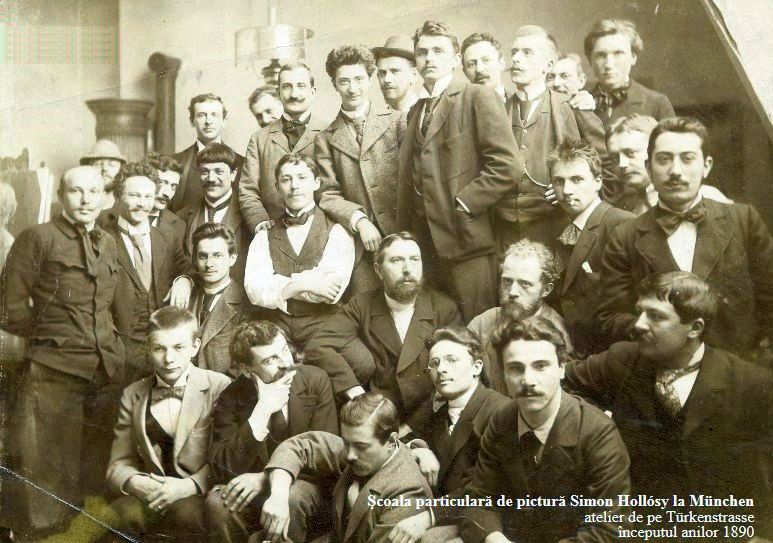

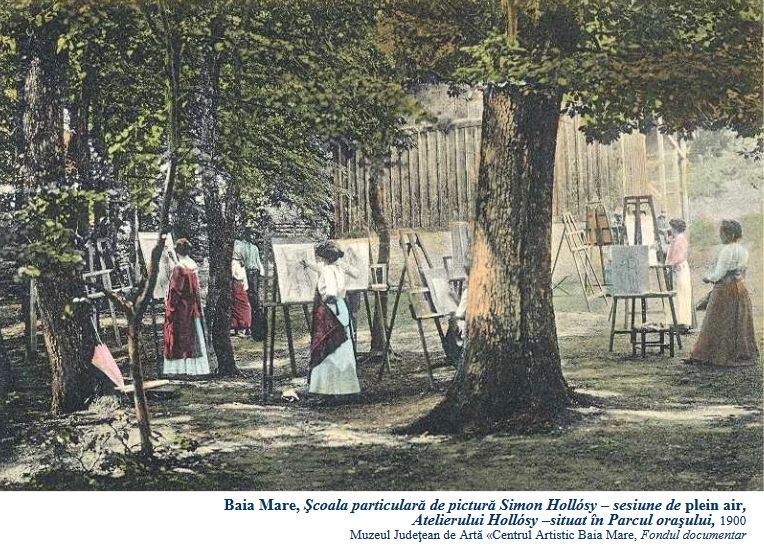

У 1875 — 1876 роках він навчається у школі декоративних мистецтв в Будапешті, 1878 — 1882 роках — навчається в Мюнхенській академії мистецтв.
Під впливом невдоволеності академічним підходом та нових трендів епохи, Голлоші вдається до пошуку власних шляхів в мистецтві та викладанні. Вже в 1886 році він засновує власну художню школу. Його школа стала осередком для молодих талантів, які прагнули реалістичного зображення оточуючого світу за допомогою нових, неакадемічних, засобів.
Поряд із художниками-випускниками академій та інститутів у Мюнхен до Ш. Голлоші приїжджали для відточування майстерності художники та графіки Мстислав Добужинський, Василь Кандінський, Ігор Грабар, Володимир Фаворський, Кузьма Петров-Водкін, Штейнберг Е., Гржебін З., Нарбут Г. та ін.
Голлоші навчав основним принципам та методам зображення форм, при цьому не нав'язуючи ні свого стилю, а ні своєї манери. Він вважав, що кожен митець має зображувати предмети через своє особисте світосприйняття, суб'єктивно.
Перші роки навчання на його думку мали бути присвячені малюнку, і, лише, засвоївши вміння передавати графічними засобами форму, художник мав переходити безпосередньо до живопису. Дуже велику роль приділяв вивченню будови об'ємних форм з урахуванням законів перспективи. Головним, на його думку, була конструкція, а не тон, не освітлення, а реальна будова форми.
Колір в розумінні Голлоші був засобом побудови форми. Саме створенню малюнка з глибоким розумінням будови форми, вмінню пов'язувати та переплітати малюнок та живопис навчав своїх студентів Голлоші в першу чергу. На перших заняттях він рекомендував працювати в техніці гризайль, щоб краще зрозуміти тональні співвідношення при побудові форми предмету.
На пленерах Голлоші навчав в першу чергу розрізняти кольорові плани роботи: перехід від більш теплих тонів до холодних по мірі віддалення простору.
При зображенні фігури Голлоші рекомендував відштовхуватись від положення та руху скелету. Пози пропонував самі прості. Для навчання студентів не використовував гіпсові форми, вважаючи необхідним починати відразу з натури.
Зимове навчання відбувалось у Мюнхені, а літнє на пленерах в Пенсільванії.
Саме там в 1896 році в угорському містечку Нодьбані (нині румунське місто Бая-Маре) він і заснував колонію художників. Це об'єднання швидко стало відомим за межами країни своєю відмовою від академізму та пошуком нових прогресивних шляхів реалістичного відображення дійсності.
Ідейні розбіжності в поглядах з деякими учасниками Нодьбанської колонії (зокрема Карой Ференці, Іштваном Рейті) стали одною з причин перенесення Шимоном своїх літніх пленерів до міста Тячева, а згодом й заснування там мистецької колонії.
1915 року Голлоші переїжджає на постійне проживання до Тячева, де творить разом з студентами на пленерах.

## Творчий шлях

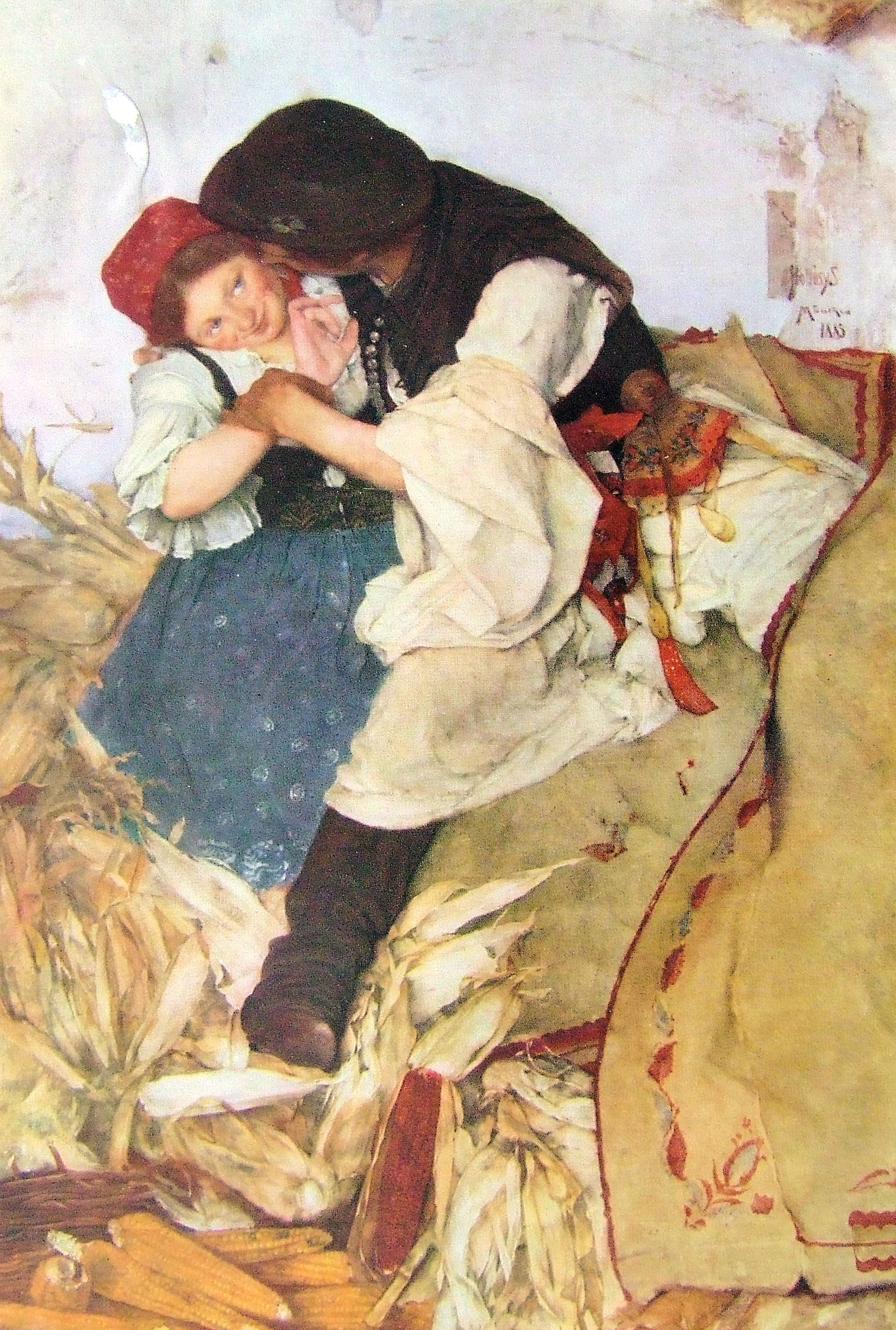

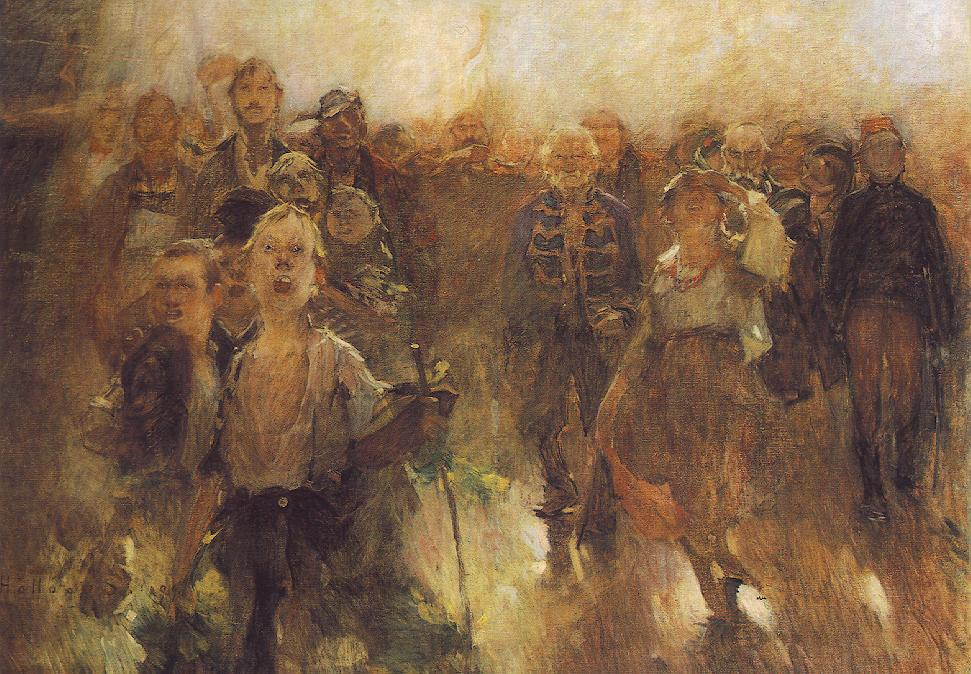

Шимон Голлоші був більш плідним педагогом ніж живописцем.
На початку свого творчого шляху роботи Голлоші здебільшого стосувались ідей угорського національного романтизму, зображення побутових сцен з національними угорськими типажами: «Дівчина, що сміється» (1883), «В корчмі»(1887), «Танцюючі дівчата на узліссі» (1895), «Залицяльники» (1892), «Добре винце» (1884), «Веселе товариство» (1888).
У 1885 році він створює полотно «Лущення кукурудзи», яке і робить його відомим в мистецькому середовищі.
Досить тривалий період Голлоші працював над полотном «Марш Рокоци». Створив безліч етюдів та ескізів, але роботу так і не завершив.
А вже працюючи на пленерах в Тячеві, об'єктами відображення Голлоші стають околиці містечка. Він працює над пейзажами: «Біля річки» (1910), «Весна над річкою» (1916), «Селянський двір з возом» (1912), «Осінній настрій» (1916).
У 1916 році Голлоші створює автопортрет, який нині зберігається в Угорській національній галереї, Будапешт.
В цей період Голлоші відходить від бурхливого мистецького життя, і досить рідко виставляє свої твори, виключенням стали: колективні виставки 1897, 1899, 1900, 1907, 1901 років, а також 1912 року (на річницю колонії) у м. Нодьбані. І вже після смерті митця його три роботи у 1922 році були представлені на Венеціанському бієнале.
Більшість робіт художника зберігаються в Угорській національній галереї (м. Будапешт). Деякі роботи є в приватних колекціях та у Краєзнавчому музеї м. Бая-Маре, Румунія.

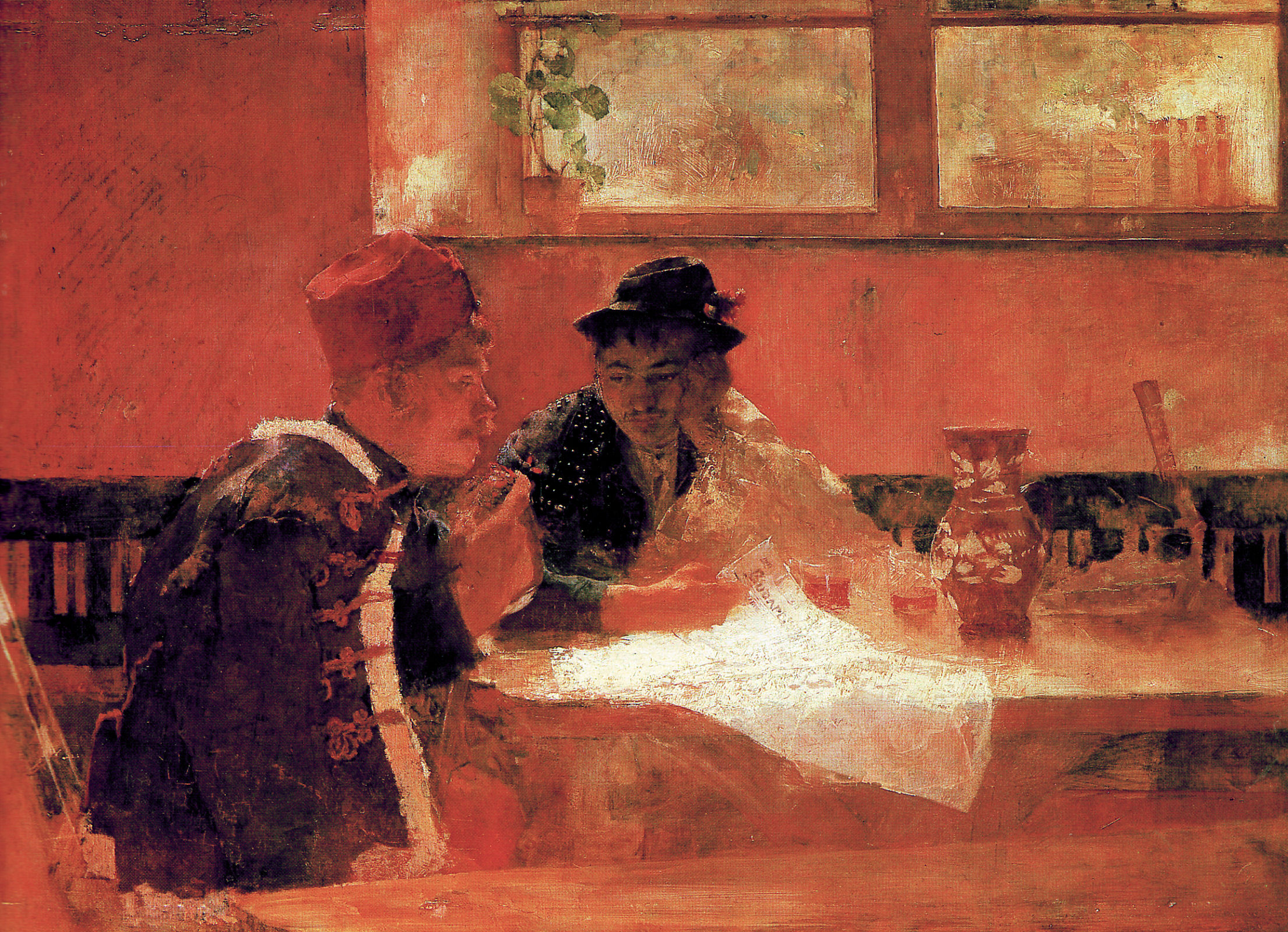
The Troubles of the Country (1893)
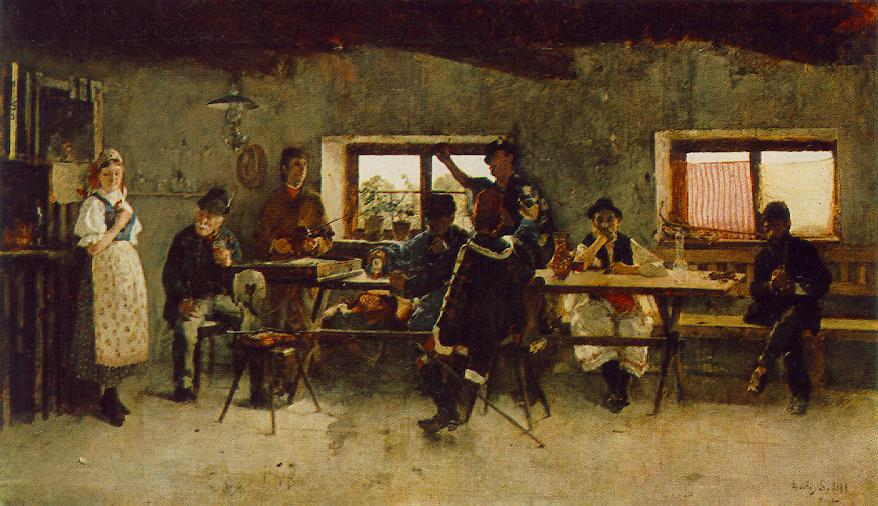
Carousing in the Tavern (1888)
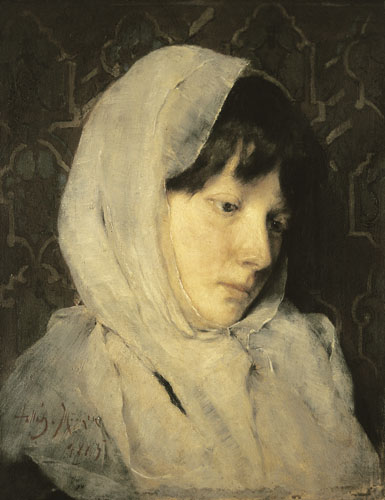
Portrait of a Girl (1885)
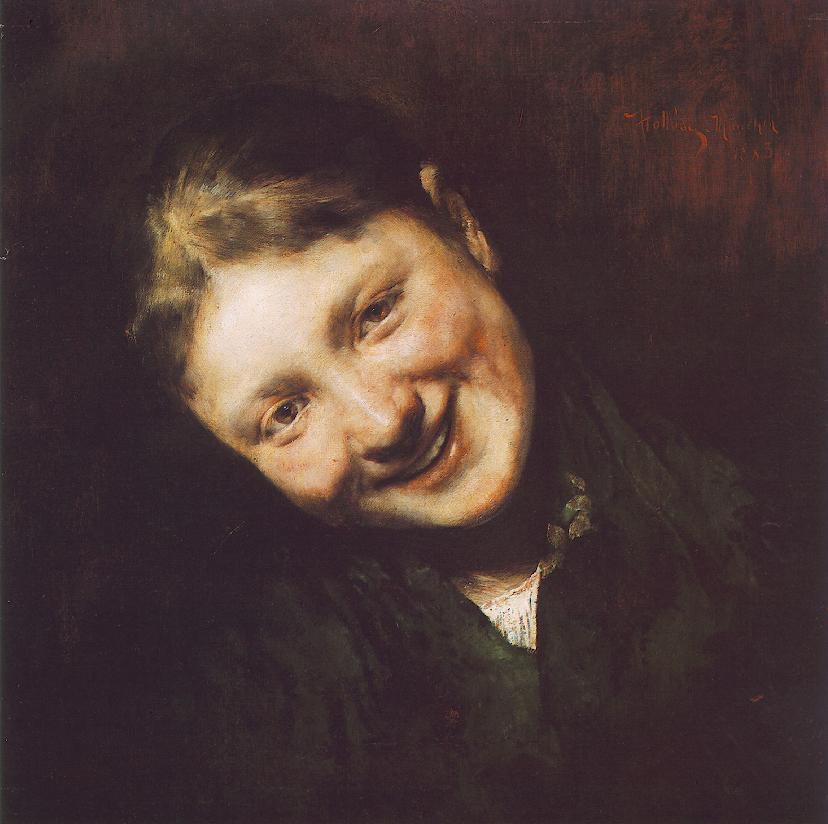
Laughing Girl (1883)
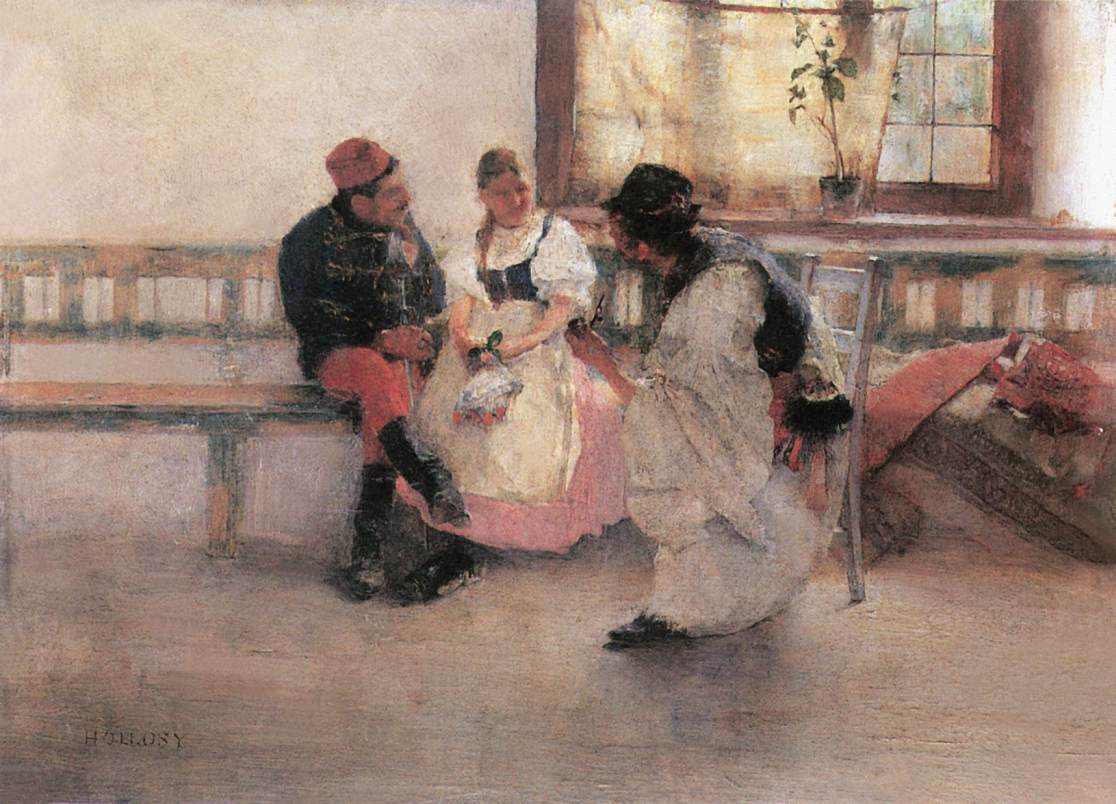
Between Two Fires (1891)
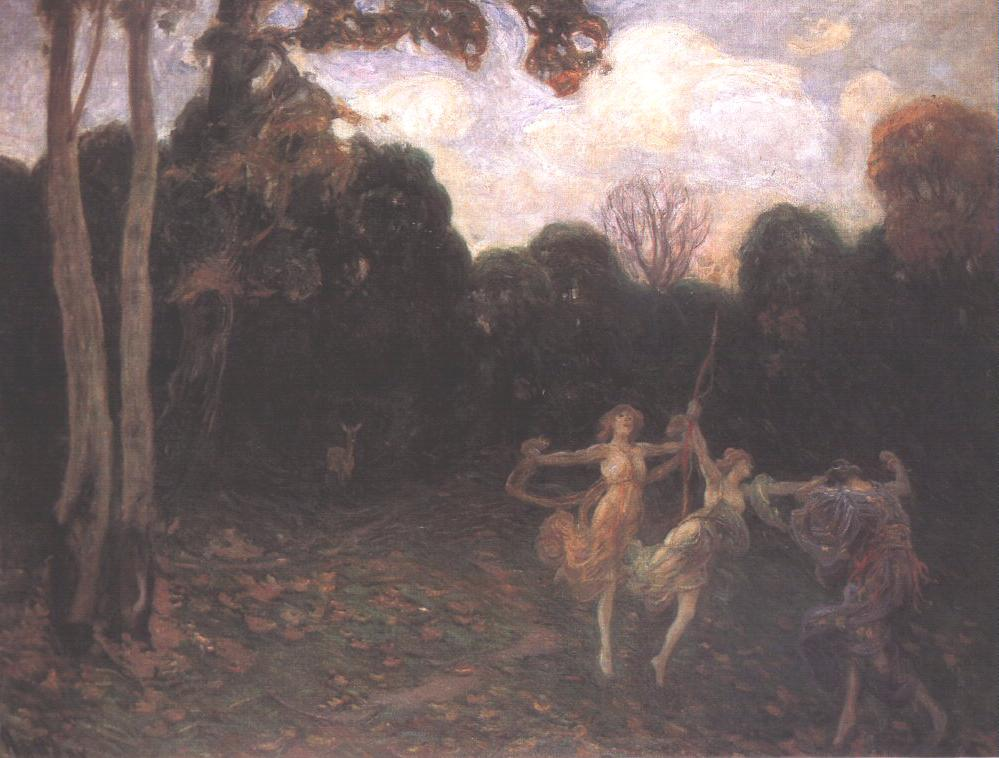
Dancing Girls at the Edge of the Forest (1895)
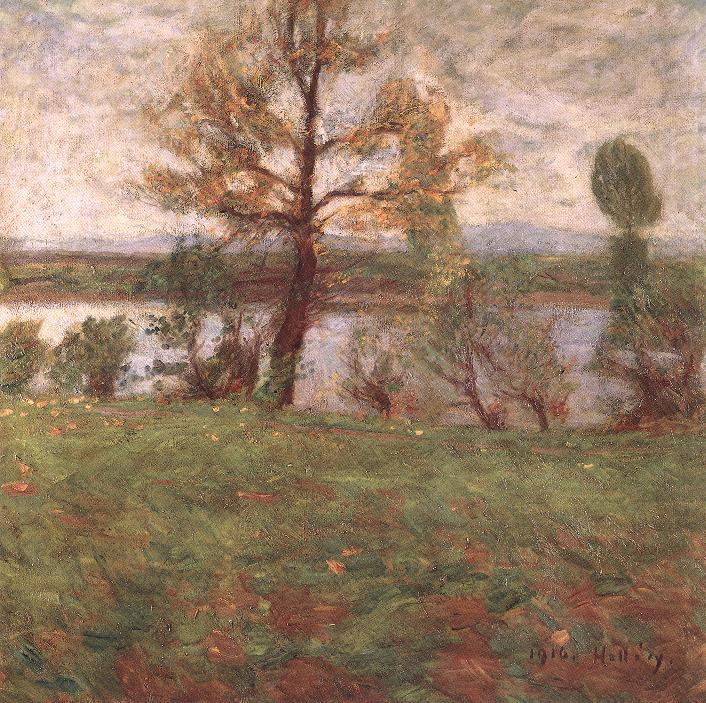
Springtime Mood (Bank of the River Tisza, 1916)
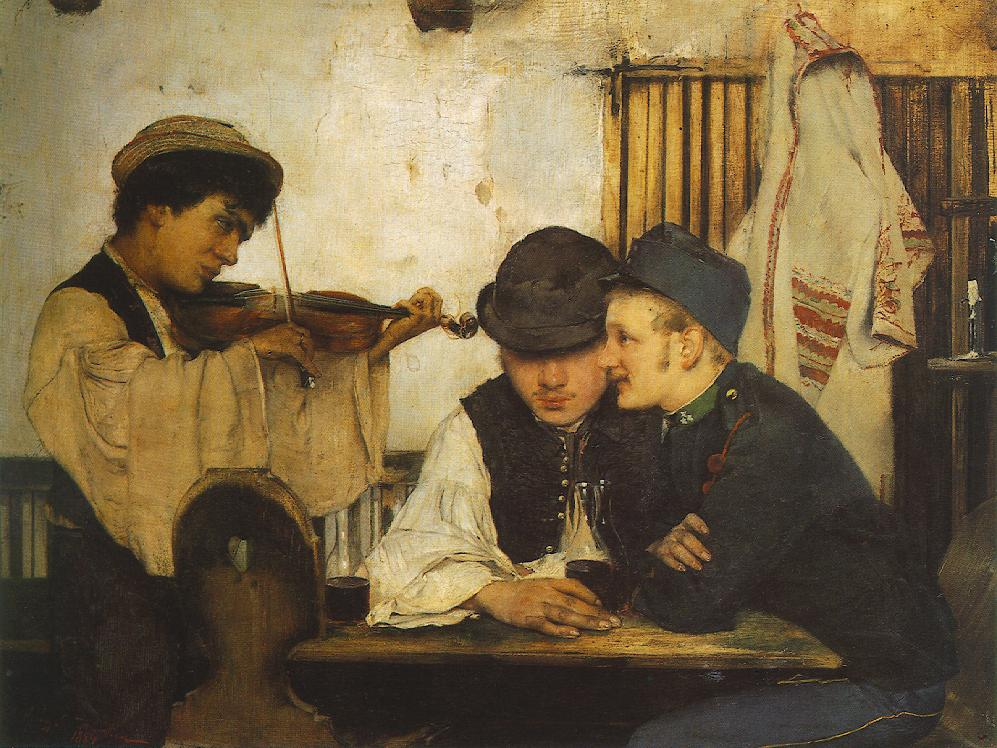
The Good Wine. 1884
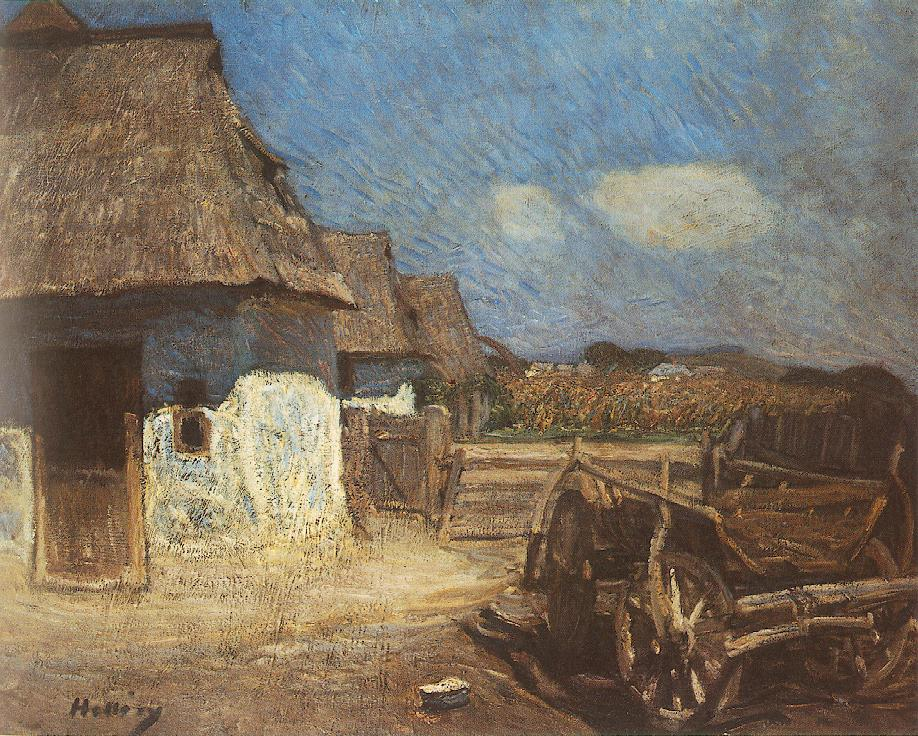
Селянський двір з возом (1912 р.)

## Вшанування
У Тячеві біля реформатської церкви розташоване погруддя Шимону Голлоші, дві меморіальних таблиці (на будинку, де він мешкав та на будівлі одного з корпусів тячівського ліцею) та названо вулицю на його честь.